# Nouvelle Cuisine Caníbal
Nouvelle Cuisine Caníbal es el tercer EP del grupo español de indie pop rock Love of Lesbian. Fue publicado por Warner Music Spain a través del sello Music Bus el 13 de mayo de 2014 únicamente en formato digital, mientras que su lanzamiento físico se realizó el 29 de julio de 2014 únicamente en vinilo. Una sucesora de este EP, Nouvelle Cuisine Caníbal, Vol. II, fue lanzada en 2017.

## Lista de canciones
Todas las letras escritas por Santi Balmes, toda la música compuesta por Love of Lesbian (Balmes, Julián Saldarriaga, Jordi Roig, Joan Ramón Planell y Oriol Bonet). 
| N.º   | Título                            | Duración |  |
| 1.    | «Mal español»                     | 4:40     |  |
| 2.    | «Manifiesto delirista»            | 5:33     |  |
| 3.    | «Víctimas del porno (a tu laíto)» | 6:21     |  |
| 16:34 |                                   |          |  |